# Pro50 Championship 2018/19
Der Pro50 Championship 2018/19 war die 17. Austragung der nationalen List A Cricket-Meisterschaft in Simbabwe. Der Wettbewerb wurde zwischen dem 8. Dezember 2018 und 9. März 2019 zwischen den vier simbabwischen First-Class-Franchises. Die Meisterschaft wurde von den Mashonaland Eagles gewonnen.

## Format
Die vier Mannschaften spielten in einer Gruppe gegen jede andere Mannschaft jeweils zwei Spiele. Für einen Sieg gab es vier Punkte, für ein Unentschieden, Absage oder No Result 2 Punkte. Des Weiteren wurden Bonuspunkte vergeben. Die besten zwei Mannschaften qualifizierten sich für das Finale.

## Resultate

### Gruppenphase
Tabelle
| Teams                | Sp. | S | N | U | R | NR | BP | Ded | Punkte | NRR    |
| -------------------- | --- | - | - | - | - | -- | -- | --- | ------ | ------ |
| Mashonaland Eagles   | 6   | 5 | 0 | 0 | 0 | 1  | 2  | 0   | 24     | +1.276 |
| Matabeleland Tuskers | 6   | 3 | 2 | 0 | 0 | 1  | 1  | 0   | 15     | +0.239 |
| Mountaineers         | 6   | 2 | 4 | 0 | 0 | 0  | 1  | 0   | 9      | −0.049 |
| Mid West Rhinos      | 6   | 1 | 5 | 0 | 0 | 0  | 0  | 0   | 4      | −1.181 |

Spiele
| 8. Dezember Scorecard | Kwekwe | Mountaineers 230-7 (50)               | – | Mid West Rhinos 231-7 (43.3) |
|                       |        | Mid West Rhinos gewinnt mit 3 Wickets |   |                              |

| 9. Dezember Scorecard | Harare | Matabeleland Tuskers | – | Mashonaland Eagles |
|                       |        | Abgesagt             |   |                    |

| 12. Dezember Scorecard | Harare | Mid West Rhinos 232 (45.4)               | – | Mashonaland Eagles 236-5 (46) |
|                        |        | Mashonaland Eagles gewinnt mit 5 Wickets |   |                               |

| 23. Februar Scorecard | Mutare | Mashonaland Eagles 302-8 (50)           | – | Mountaineers 175 (38.2) |
|                       |        | Mashonaland Eagles gewinnt mit 127 Runs |   |                         |

| 23. Februar Scorecard | Bulawayo | Mid West Rhinos 231-9 (50)                 | – | Matabeleland Tuskers 235-4 (40.3) |
|                       |          | Matabeleland Tuskers gewinnt mit 6 Wickets |   |                                   |

| 24. Februar Scorecard | Mutare | Mashonaland Eagles 181 (43)          | – | Mountaineers 180 (36.3) |
|                       |        | Mashonaland Eagles gewinnt mit 1 Run |   |                         |

| 24. Februar Scorecard | Bulawayo | Matabeleland Tuskers 191 (44.1)           | – | Mid West Rhinos 81 (26) |
|                       |          | Matabeleland Tuskers gewinnt mit 110 Runs |   |                         |

| 1. März Scorecard | Kwekwe | Mountaineers 228-8 (50)          | – | Mid West Rhinos 181 (43.2) |
|                   |        | Mountaineers gewinnt mit 47 Runs |   |                            |

| 1. März Scorecard | Harare | Matabeleland Tuskers 283-5 (50)          | – | Mashonaland Eagles 284-6 (49.1) |
|                   |        | Mashonaland Eagles gewinnt mit 4 Wickets |   |                                 |

| 3. März Scorecard | Kwekwe | Mid West Rhinos 95 (23.4)                | – | Mashonaland Eagles 96-4 (18.5) |
|                   |        | Mashonaland Eagles gewinnt mit 6 Wickets |   |                                |

| 3. März Scorecard | Harare | Mountaineers 235-9 (50)                    | – | Matabeleland Tuskers 236-2 (44.3) |
|                   |        | Matabeleland Tuskers gewinnt mit 8 Wickets |   |                                   |

| 5. März Scorecard | Harare | Mountaineers 331-6 (50)           | – | Matabeleland Tuskers 207 (44.2) |
|                   |        | Mountaineers gewinnt mit 124 Runs |   |                                 |

### Finale
| 9. März Scorecard | Harare | Matabeleland Tuskers 202 (45.2)          | – | Mashonaland Eagles 203-8 (46.1) |
|                   |        | Mashonaland Eagles gewinnt mit 2 Wickets |   |                                 |